# Kelis
Kelis Rogers (/ kəˈliːs /; Nueva York; 21 de agosto de 1979) es una cantante, compositora y chef estadounidense. A los 14 años, fue admitida en la Escuela Secundaria de música y artes escénicas Fiorello H. LaGuardia de Nueva York, donde aprendió a tocar el saxofón y formó parte del coro femenino de Harlem. Después de graduarse en la escuela secundaria en 1997, realizó diversos trabajos antes de ser elegida para realizar los coros en el sencillo Fairytalez del grupo de hip hop estadounidense Gravediggaz, tras los cual comenzó a trabajar con los productores de música Pharrell Williams y Chad Hugo, conocidos como The Neptunes, lo que finalmente resultó en su firma con Virgin Records en 1998.
El 7 de diciembre de 1999 lanzó su álbum de estudio debut Kaleidoscope, inspirado por el jazz y la música disco de la década de 1970, que fue un éxito de crítica e internacional, y del cual se extrajeron tres singles: Caught Out There, Good Stuff y Get Along with You. El álbum alcanzó el número 43 en el Reino Unido y también se convirtió en su primer álbum en obtener la certificación de oro.
Su siguiente álbum, Wanderland (2001), más experimental, tuvo poco éxito comercial y poco apoyo por parte de Virgin Records, que no lo publicó en Estados Unidos, por lo que la cantante decidió dejar la discográfica. En 2003, lanzó su tercer álbum de estudio Tasty, que tuvo los sencillos Milkshake, Trick Me, Millionaire y In Public, y le valió a la cantante prominencia comercial. Kelis Was Here (2006), su cuarto álbum, fue objeto de disputas entre los sellos discográficos y tras su lanzamiento se tomó un descanso de la música, durante el cual se formó en la escuela culinaria Le Cordon Bleu. Más tarde firmó con Will.i.am y comenzó a grabar su quinto álbum de estudio, Flesh Tone, que fue lanzado el 14 de mayo de 2010, y tuvo cuatro sencillos, incluidos Acapella y 4th of July (Fireworks), que tuvieron éxito en la lista de canciones Hot Dance Club de EE. UU y en la UK Dance del Reino Unido. Su sexto álbum de estudio Food (2014), inspirado en el neo soul, se convirtió en su cuarto álbum entre los diez primeros en el Reino Unido, y su segunda entrada entre los diez primeros en el Billboard 200 de EE. UU., donde se ubicó en el número 6. Producido íntegramente por la propia cantante y David Andrew Sitek, fue elogiado por su sonido cohesivo y su contenido lírico introspectivo. El álbum generó tres sencillos: Jerk Ribs, Rumble y Friday Fish Fry.
Kelis ha sido galardonada en las ceremonias de los Premios Brit, Q Awards, NME Awards y en los Premios Grammy. Su producción musical, tanto como solista como colaboraciones con otros artistas, abarca varios géneros como R&B y hip hop con artistas como Busta Rhymes y Clipse; productores de electrónica y dance como Calvin Harris, Timo Maas y Richard X; de pop y rock como Enrique Iglesias o No Doubt y músicos independientes y alternativos como Björk o Dave Sitek.
Ha vendido alrededor de seis millones de discos en todo el mundo con un éxito particular en el Reino Unido, donde diez de sus sencillos han alcanzado el número uno de la lista de sencillos.

## Biografía

### Primeros años
Nació y se crio en el complejo de vivienda pública Frederick Douglass Houses situado en el barrio de Upper West Side de Manhattan. Su nombre es una combinación del nombre de su padre, Kenneth (1944-2000) y el de su madre, Eveliss. Su padre era un músico de jazz afroamericano, ministro pentecostal y anteriormente profesor en la Wesleyan University. Su madre es una diseñadora de moda chino-puertorriqueña que la inspiró a seguir su carrera como cantante. Tiene tres hermanas, dos mayores y una menor que ella.
Cuando era niña, cantaba en coros de iglesias y tocaba el violín, piano y saxofón mientras asistía a la escuela privada Manhattan Country School. A la edad de 13 años, se rapó el cabello. En una entrevista con Charlotte Roche, contó fue expulsada de casa de sus padres a la edad de dieciséis años por mal comportamiento, afirmando que a veces chocaba con su madre, pero continuó su educación en la Escuela de Música y Artes Escénicas Fiorello H. LaGuardia, donde formó el trío de R&B BLU (Black Ladies United). También fue camarera y dependienta en una tienda de ropa antes de graduarse de la escuela secundaria. Posteriormente, un amigo la presentó al grupo musical The Neptunes, con el que formó un fuerte vínculo y, con su apoyo, consiguió un contrato discográfico con Virgin Records.

### Carrera
Lanzó su primer disco a finales de 1999 titulado Kaleidoscope con éxitos como "Caught out There" y "Good Stuff" bajo la producción de The Neptunes. La cual la hizo merecedora de un brit Award.
En 2001 lanzó su segundo álbum titulado "Wanderland" nuevamente con el trabajo en la producción de The Neptunes. De aquí se desprende el sencillo "Young, Fresh n' New".
Kelis encontró el éxito comercial en los EE. UU. en 2003, con el sencillo "Milkshake" el cual obtuvo la tercera posición del Billboard Hot 100, lo que ayudó a promocionar su tercer álbum, Tasty, vendiendo más de 400.000 copias en los EE. UU. en sólo dos meses. También le valió una nominación a los premios Grammy en 2004 por Mejor Actuación Urbana/Alternativa. Aunque The Neptunes aportó una serie de pistas para el álbum, Kelis comenzó a colaborar con otros productores, como Dallas Austin, André 3000, Rockwilder y Raphael Saadiq, produciendo un sonido alternativo en conjunto más ecléctico. Según Nielsen SoundScan, el álbum ha vendido 533.000 copias en los Estados Unidos y se ha ganado el estatus de oro en los EE. UU., donde "Milkshake", también fue certificado con el disco de oro, vendiendo más de 500.000 copias.
El cuarto álbum de estudio de Kelis, Kelis Was Here, fue lanzado en agosto de 2006, y debutó en el puesto número diez del Billboard 200. A pesar de su top ten de debut, el álbum ha vendido 157.000 copias sólo en los Estados Unidos a partir de octubre de 2007, según Nielsen SoundScan. Su primer sencillo, "Bossy", logró ser difundido frecuente en la radio urbana y fue un éxito moderado en los EE. UU., alcanzando el puesto número dieciséis. El sencillo "Bossy", también fue multi platino en diciembre de 2006 de acuerdo con la RIAA. El álbum incluye créditos de producción de Scott Storch, Cee-Lo Green, Raphael Saadiq, will.i.am, Max Martin, Dr. Luke, Knobody, Polow da Don, Damon Elliott, Cool and Dre, Sean Garrett, y Bangladés. El álbum recibió una nominación en los Premios Grammy de 2007 en la categoría Mejor álbum de R&B contemporáneo.
En 2009, Kelis anunció que estaba terminando su quinto álbum de estudio, que se publicará en 2010 bajo Interscope Records a través de la discográfica de will.i.am. Se dio un tiempo kelis y en 2010 editó su álbum titulado Flesh Tone. Según en una entrevista a MTV Kelis dijo en 2009 que esta álbum sería una nueva etapa en su carrera ya que tuvo un hijo con el rapero Nas. Kelis trabajó con varios productores y colaboradores en el álbum, incluyendo a DJ Ammo, Jean Baptiste, Benny Benassi, Burns, Diplo, Boys Noize, Free School, DJ Switch, will.i.am y David Guetta. El álbum marcó la transición de Kelis entre la música dance y el pop, alejándose del R&B que predominaba en sus anteriores trabajos. Coincidiendo con su cambio de su dirección musical trabajo con artistas como los Basement Jaxx, con Benny Benassi en el sencillo "Spaceship" en 2010 y con Crookers en la canción "No Security" incluida en el álbum Tons of Friends y sus participaciones con Calvin Harris en 2011.
El primer sencillo fue "Acapella" (producido por David Guetta), debutó en el top cinco en la lista de sencillos del Reino Unido y alcanzó el número uno en el Hot Dance Club Songs de Estados Unidos. Flesh Tone fue lanzado en mayo de 2010 en Europa y Asia, y en julio en los EE. UU., donde debutó en el número cuarenta y ocho en el Billboard 200 y el número cinco en el Dance / Electronic Albums. El segundo sencillo, "4th of July (Fireworks)", fue acompañado por un video codirigido por la misma Kelis (con John "Rankin" Waddell y Nicole Ehrlich), y se convirtió en un éxito en las pistas en Estados Unidos y Gran Bretaña. Sencillos posteriores como "Scream" y "Brave" tuvieron menos impacto comercial en las listas.
Su sencillo Brave-Kelis se puede escuchar en el juego de PC, Los Sims 3 con la expansión Los Sims 3: Al caer la noche, en un estéreo propio del juego.
En 2013 Kelis colaboró en el sencillo "Copy Cat" para el productor británico Skream, lo que llevó a una disputa entre los dos después de Kelis alegó que el productor se negó a que ella apareciera en el video musical.
En abril de 2013, anunció su firma con la discográfica Federal Prism de Dave Sitek y que iba a lanzar un sencillo y dos álbumes en el transcurso de ese año. Un nuevo sencillo, "Jerk Ribs", estrenada en línea del mismo mes. Este sencillo forma parte de su sexto álbum de estudio, Food, lanzado en abril de 2014 por la discográfica independiente Ninja Tune bajo la producción de Dave Sitek.
En enero de 2021 participó como estrella invitada en el programa de cocina Selena + Chef, presentado por la actriz y cantante Selena Gomez para la cadena HBO Max.

### Vida personal
Kelis conoció al rapero Nas en la fiesta posterior a los MTV Video Music Awards en 2002; comenzaron una relación y se comprometieron en 2004. Se casaron en enero de 2005.  En abril de 2009 ella pidió el divorcio, citando diferencias irreconciables. Estaba embarazada de siete meses entonces. En julio de 2009, Kelis dio a luz a un niño llamado Knight. Los trámites del divorcio finalizaron en mayo de 2010. En 2018, Kelis describió su relación con Nas como física y mentalmente abusiva, citando el inminente nacimiento de su hijo como factor clave para pedirle el divorcio. Kelis también contó que el incidente de violencia doméstica entre Rihanna y Chris Brown tuvo que ver en su decisión de dejar a Nas. Después de ver fotos de Rihanna golpeado se sintió avergonzada porque ella también tenía heridas por todo el cuerpo, pero tenía miedo de hacerlo público. Nas respondió a las acusaciones en redes sociales, acusando a Kelis de intentar calumniarle. Además de la violencia doméstica, declaró que el alcoholismo de Nas afectó negativamente su relación, y que había tenido relaciones extramaritales desde hacía dos años. Están envueltos en una batalla por la custodia de su hijo Knight. Kelis declaró que hasta 2012 no había visto "un solo centavo" de Nas por la manutención de su hijo y que él no había sido un padre activo. Explicó, "No participa. Aparece cuando le apetece, aparece cuando hay oportunidades de sacarse fotos… No creo que tenga que ser 50/50 simplemente porque hayas contribuido con tu esperma."
En marzo de 2007, Kelis fue detenida por la policía en Miami Beach, y se le acusó de conducta ilegal. Fue enviada a la cárcel del Condado de Dade, y fue más tarde puesta en libertad con una fianza de 1.500 dólares. En septiembre de 2008, a Kelis se le eliminaron todos los cargos. Un portavoz de Kelis comentó que Kelis estaba pensando en demandar a la policía de Miami Beach, por arresto indebido y por violación a su derechos civiles.
Kelis se casó con el agente inmobilario Mike Mora en 2014, y dio a luz a su segundo hijo, Shepherd, en noviembre de 2015. En agosto de 2020 anunció su tercer embarazo. Dio a luz a una niña a principios de septiembre de ese año.

## Discografía

### Álbumes de estudio
- 1999: Kaleidoscope
- 2001: Wanderland
- 2003: Tasty
- 2006: Kelis Was Here
- 2010: Flesh Tone
- 2014: Food

### Sencillos
| Año            | Título                         | Posición     | Posición     | Posición     | Posición     | Posición     | Posición     | Posición     | Posición     | Posición     | Posición     | Certificaciones                                   |
| Año            | Título                         | Hot 100      | USA R&B      | USA Dance    | UK           | AUS          | ALE          | SUI          | SUE          | HOL          | IRL          | Certificaciones                                   |
| Kaleidoscope   | Kaleidoscope                   | Kaleidoscope | Kaleidoscope | Kaleidoscope | Kaleidoscope | Kaleidoscope | Kaleidoscope | Kaleidoscope | Kaleidoscope | Kaleidoscope | Kaleidoscope | Kaleidoscope                                      |
| -------------- | ------------------------------ | ------------ | ------------ | ------------ | ------------ | ------------ | ------------ | ------------ | ------------ | ------------ | ------------ | ------------------------------------------------- |
| 1999           | «Caught out There»             | 54           | 9            | —            | 4            | 26           | 40           | 35           | 10           | 3            | 23           |                                                   |
| 1999           | «Good Stuff»                   | —            | —            | —            | 19           | —            | 72           | 74           | 44           | 78           | —            |                                                   |
| 1999           | «Get Along with You»           | —            | 57           | 19           | 51           | —            | —            | —            | —            | 93           | —            |                                                   |
| Wanderland     |                                |              |              |              |              |              |              |              |              |              |              |                                                   |
| 2001           | «Young, Fresh n' New»          | —            | 96           | 15           | 32           | —            | —            | —            | —            | 89           | —            |                                                   |
| Tasty          |                                |              |              |              |              |              |              |              |              |              |              |                                                   |
| 2003           | «Milkshake»                    | 3            | 4            | 1            | 2            | 2            | 22           | 22           | 5            | 6            | 1            | - EUA: Oro - AUS: Platino - NZ: Oro - R.U.: Plata |
| 2004           | «Trick Me»                     | —            | 107          | —            | 2            | 5            | 10           | 8            | 24           | 3            | 4            | - AUS: Platino - NZ: Oro - R.U.: Plata            |
| 2004           | «Millionaire» (con André 3000) | —            | 76           | —            | 3            | 23           | 65           | 43           | 50           | 37           | 8            |                                                   |
| 2005           | «In Public» (con Nas)          | —            | —            | —            | 17           | —            | —            | —            | —            | —            | 22           |                                                   |
| Kelis Was Here |                                |              |              |              |              |              |              |              |              |              |              |                                                   |
| 2006           | «Bossy» (con Too $hort)        | 16           | 11           | 24           | 22           | 18           | 64           | 41           | 39           | 72           | 21           | - EUA: 2× Platino                                 |
| 2006           | «Blindfold Me» (con Nas)       | —            | 91           | —            | —            | —            | —            | —            | —            | —            | —            |                                                   |
| 2007           | «Lil Star» (con Cee-Lo)        | 111          | —            | —            | 3            | —            | 99           | —            | —            | 95           | 8            |                                                   |
| Flesh Tone     |                                |              |              |              |              |              |              |              |              |              |              |                                                   |
| 2010           | «Acapella»                     | —            | —            | 1            | 5            | —            | 21           | 61           | —            | 9            | 17           | - R.U.: Plata                                     |
| 2010           | «4th of July (Fireworks)»      | —            | —            | 4            | 32           | —            | —            | —            | —            | —            | —            |                                                   |
| 2010           | «Scream»                       | —            | —            | —            | 168          | —            | —            | —            | —            | —            | —            |                                                   |
| 2011           | «Brave»                        | —            | —            | 8            | 123          | —            | —            | —            | —            | —            | —            |                                                   |
| Food           |                                |              |              |              |              |              |              |              |              |              |              |                                                   |
| 2014           | «Jerk Ribs»                    | —            | —            | —            | —            | —            | —            | —            | —            | —            | —            |                                                   |
| 2014           | «Rumble»                       | —            | —            | —            | —            | —            | —            | —            | —            | —            | —            |                                                   |
| 2014           | «Friday Fish Fry»              | —            | —            | —            | —            | —            | —            | —            | —            | —            | —            |                                                   |

### Colaboraciones
| Año  | Título                                                           | Mejores posiciones en listas | Mejores posiciones en listas | Mejores posiciones en listas | Mejores posiciones en listas | Mejores posiciones en listas | Mejores posiciones en listas | Mejores posiciones en listas | Mejores posiciones en listas | Mejores posiciones en listas | Mejores posiciones en listas | Álbum                                     |
| Año  | Título                                                           | EUA                          | EUA R&B                      | AUS                          | FRA                          | ALE                          | IRL                          | NZ                           | SUE                          | SUI                          | R.U.                         | Álbum                                     |
| ---- | ---------------------------------------------------------------- | ---------------------------- | ---------------------------- | ---------------------------- | ---------------------------- | ---------------------------- | ---------------------------- | ---------------------------- | ---------------------------- | ---------------------------- | ---------------------------- | ----------------------------------------- |
| 1999 | «Got Your Money» (Ol' Dirty Bastard con Kelis)                   | 26                           | 19                           | —                            | 82                           | —                            | —                            | —                            | —                            | —                            | 11                           | Nigga Please                              |
| 2000 | «Cross the Border» (Philly's Most Wanted con Kelis)              | 98                           | 50                           | —                            | —                            | —                            | —                            | —                            | —                            | —                            | —                            | Get Down or Lay Low                       |
| 2001 | «Supa Love» (Guru con Kelis)                                     | —                            | —                            | —                            | —                            | —                            | —                            | —                            | —                            | —                            | —                            | Jazzmatazz, Vol. 3: Streetsoul            |
| 2001 | «Candy» (Foxy Brown con Kelis)                                   | —                            | 48                           | —                            | —                            | —                            | —                            | —                            | —                            | —                            | —                            | Broken Silence                            |
| 2002 | «When the Last Time» (Clipse con Kelis & Pharrell)               | 19                           | 8                            | —                            | —                            | —                            | —                            | —                            | —                            | —                            | 41                           | Lord Willin'                              |
| 2002 | «Help Me» (Timo Maas con Kelis)                                  | —                            | —                            | —                            | —                            | 94                           | —                            | —                            | —                            | —                            | 65                           | Loud                                      |
| 2002 | «Take You Home» (Angie Martínez con Kelis)                       | 85                           | 62                           | —                            | —                            | —                            | —                            | —                            | —                            | —                            | —                            | Animal House                              |
| 2003 | «How You Want That» (Loon con Kelis)                             | 88                           | —                            | —                            | —                            | —                            | —                            | —                            | —                            | —                            | —                            | Loon                                      |
| 2003 | «Let's Get Ill» (Diddy con Kelis)                                | —                            | —                            | 37                           | —                            | —                            | 38                           | —                            | —                            | —                            | 25                           | Sencillo sin álbum                        |
| 2003 | «Finest Dreams» (Richard X con Kelis)                            | —                            | —                            | —                            | —                            | —                            | 35                           | —                            | —                            | —                            | 8                            | Richard X Presents His X-Factor Vol. 1    |
| 2003 | «Make This Run» (Royce da 5'9" con Pharrell & Kelis)             | —                            | —                            | —                            | —                            | —                            | —                            | —                            | —                            | —                            | —                            | Build & Destroy: The Lost Sessions Part 1 |
| 2004 | «Not in Love» (Enrique Iglesias con Kelis)                       | 118                          | —                            | 15                           | 36                           | 14                           | 7                            | 36                           | 11                           | 14                           | 5                            | "7"                                       |
| 2006 | «I Love My Chick» (Busta Rhymes con will.i.am & Kelis)           | 41                           | 18                           | 22                           | —                            | 38                           | 18                           | 8                            | —                            | 22                           | 8                            | The Big Bang                              |
| 2007 | «Not a Criminal» (Chamillionaire featuring Kelis)                | 103                          | 105                          | —                            | —                            | —                            | —                            | —                            | —                            | —                            | —                            | Sencillo sin álbum                        |
| 2010 | «Spaceship» (Benny Benassi con Kelis, apl.de.ap & Jean-Baptiste) | —                            | —                            | —                            | 16                           | —                            | —                            | —                            | —                            | —                            | 94                           | Electroman                                |
| 2011 | «Bounce» (Calvin Harris con Kelis)                               | —                            | —                            | 7                            | —                            | —                            | 6                            | 6                            | —                            | —                            | 2                            | 18 Months                                 |

### Otras apariciones
| Año  | Canción                             | Artista(s)                                     | Álbum                                              |
| ---- | ----------------------------------- | ---------------------------------------------- | -------------------------------------------------- |
| 1997 | "Fairytalez"                        | Gravediggaz con Kelis)                         | The Pick, the Sickle and the Shovel                |
| 1997 | "Do You Wanna Get $?"               | Mase con Puff Daddy y Kelis (sin acreditar)    | Harlem World                                       |
| 1999 | "Cocaine Business (Hysteria)"       | Noreaga con Kelis                              | Melvin Flynt - Da Hustler                          |
| 2000 | "Jamaica Way"                       | Beenie Man con Kelis                           | Art and Life                                       |
| 2001 | "This Must Be Love"                 | Dane Bowers con Kelis                          | Urban Renewal: Featuring the Songs of Phil Collins |
| 2001 | "I Don't Care Anymore"              |                                                | Urban Renewal: Featuring the Songs of Phil Collins |
| 2001 | "I'm Leavin'"                       | Outsidaz con Rah Digga y Kelis                 | The Bricks                                         |
| 2001 | "Dandelion"                         | LFO con Kelis                                  | Life Is Good                                       |
| 2001 | "Radikal"                           | Philly's Most Wanted con Kelis                 | Get Down or Lay Down                               |
| 2001 | "I Don't Know What"                 | Krayzie Bone con Kelis                         | Thug on da Line                                    |
| 2002 | "Truth or Dare"                     | N.E.R.D con Kelis y Pusha T                    | In Search Of...                                    |
| 2002 | "Consider This"                     | N.O.R.E. con Kelis                             | God's Favorite                                     |
| 2002 | "My Life"                           | Latrelle con Kelis                             | Dirty Girl, Wrong Girl, Bad Girl                   |
| 2002 | "Popular Thug"                      | Nas & Kelis                                    | The Neptunes Present... Clones                     |
| 2003 | "Dracula's Wedding"                 | OutKast con Kelis                              | Speakerboxxx/The Love Below                        |
| 2003 | "How You Want That" (Remix)         | Loon con Kelis                                 |                                                    |
| 2003 | "Fight For Your Right"              | MONDO GROSSO con Kelis                         | Next Wave                                          |
| 2004 | "Oceania" (Remix)                   | Björk con Kelis                                | "Who Is It" CD 2                                   |
| 2004 | "American Way"                      | Nas con Kelis                                  | Street's Disciple                                  |
| 2005 | "4 Ur Ears"                         | Timo Maas con Kelis                            | Pictures                                           |
| 2006 | "Not Going Back"                    | Nas con Kelis                                  | Hip Hop is Dead                                    |
| 2007 | "Raindrops Keep Fallin' on My Head" | Dionne Warwick con Kelis                       | My Friends and Me                                  |
| 2009 | "Scars"                             | Basement Jaxx con Kelis, Meleka & Chipmunk     | Scars                                              |
| 2010 | "The Man Who Stole a Leopard"       | Duran Duran con Kelis                          | All You Need is Now                                |
| 2012 | "Copy Cat"                          | Skream con Kelis                               | Skreamizm, Vol. 7                                  |
| 2012 | "Tomorrow Changed Today"            | Dimitri Vegas & Like Mike & The WAVs con Kelis |                                                    |
| 2013 | "Give It All"                       | Don Diablo con Alex Clare & Kelis              |                                                    |
| 2013 | "Hearts"                            | Dan Black con Kelis                            | Do Not Revenge                                     |
| 2015 | "Back and Forth"                    | Giorgio Moroder con Kelis                      | Déjà Vu                                            |

## Videos musicales
| Título                               | Año  | Director(es)                            | Ref.   |
| ------------------------------------ | ---- | --------------------------------------- | ------ |
| "Caught Out There"                   | 1999 | Hype Williams                           | [ 37 ] |
| "Good Stuff"                         | 2000 | David LaChapelle                        | [ 37 ] |
| "Get Along with You"                 | 2000 | Paul Hunter                             | [ 37 ] |
| "Young, Fresh n' New"                | 2001 | Diane Martel                            | [ 37 ] |
| "Milkshake" (unreleased video)       | 2003 | Paul Hunter                             | [ 38 ] |
| "Milkshake"                          | 2003 | Jake Nava                               | [ 38 ] |
| "Trick Me"                           | 2004 | Mr. X                                   | [ 37 ] |
| "Millionaire" (featuring André 3000) | 2004 | Giuseppe Capotondi                      | [ 39 ] |
| "Bossy" (featuring Too Short)        | 2006 | Marc Klasfeld                           | [ 37 ] |
| "Blindfold Me" (featuring Nas)       | 2006 | Marc Klasfeld                           | [ 37 ] |
| "Lil Star" (featuring Cee-Lo)        | 2007 | Marc Klasfeld                           | [ 40 ] |
| "Acapella"                           | 2010 | Rankin, Chris Cottam and Nicole Ehrlich | [ 41 ] |
| "4th of July (Fireworks)"            | 2010 | Kelis, Rankin and Nicole Ehrlich        | [ 39 ] |
| "Scream"                             | 2010 | Rankin                                  | [ 42 ] |
| "Brave"                              | 2011 | Rankin                                  | [ 39 ] |
| "Jerk Ribs"                          | 2014 | Laurent Levy                            | [ 43 ] |
| "Rumble"                             | 2014 | Christian Lamb                          | [ 44 ] |

| Título                                                                   | Año  | Director(es)                                                       | Ref.   |
| ------------------------------------------------------------------------ | ---- | ------------------------------------------------------------------ | ------ |
| "Got Your Money" (Ol' Dirty Bastard featuring Kelis)                     | 1999 | Nzingha Stewart, Scott Kalvert, Hype Williams and D'Urville Martin | [ 45 ] |
| "Supa Love" (Guru featuring Kelis)                                       | 2000 | Andrew Dosunmu                                                     | [ 37 ] |
| "What It Is" (Busta Rhymes featuring Kelis)                              | 2001 | Hype Williams                                                      | [ 37 ] |
| "Help Me" (Timo Maas featuring Kelis)                                    | 2002 | Rojo                                                               | [ 37 ] |
| "When the Last Time" (Clipse featuring Kelis and Pharrell)               | 2002 | Diane Martel                                                       | [ 46 ] |
| "Take You Home" (Angie Martinez featuring Kelis)                         | 2002 | Chris Robinson                                                     | [ 37 ] |
| "Finest Dreams" (Richard X featuring Kelis)                              | 2003 | Oli Goldsmith                                                      | [ 37 ] |
| "How You Want That" (Loon featuring Kelis)                               | 2003 | Little X                                                           | [ 39 ] |
| "Not in Love" (Enrique Iglesias featuring Kelis)                         | 2004 | Jake Nava                                                          | [ 37 ] |
| "I Love My Chick" (Busta Rhymes featuring will.i.am and Kelis)           | 2006 | Benny Boom                                                         | [ 37 ] |
| "Spaceship" (Benny Benassi featuring Kelis, apl.de.ap and Jean-Baptiste) | 2010 | Ray Kay                                                            | [ 39 ] |
| "Bounce" (Calvin Harris featuring Kelis)                                 | 2011 | Vincent Haycock and AG Rojas                                       | [ 47 ] |
| "Hearts" (Dan Black featuring Kelis)                                     | 2013 | Chic & Artistic                                                    | [ 48 ] |
| "The Key" (Breach featuring Kelis)                                       | 2014 | Oliver Hadlee Pearch                                               | [ 49 ] |